# Stenothoe tergestina
Stenothoe tergestina is een vlokreeftensoort uit de familie van de Stenothoidae. De wetenschappelijke naam van de soort is voor het eerst geldig gepubliceerd in 1881 door Nebeski.